# Burginatium
Burginatium was een Romeins ruiterfort aan de Neder-Germaanse limes van de 1e tot 4e eeuw, gelegen aan de Rijn bij de stad Kalkar in de Kreis Kleve.

## Topografie
Het fort was gelegen op een later dichtgeslibde meander van de Nederrijn aan de voet van de Monreberg. Op de Tabula Peutingeriana staat Burginatium vermeld als ala tussen Quadriburgium (Qualburg) en Colonia Ulpia Traiana (Xanten). Burginatium lag een de heerbaan Katwijk–Utrecht–Nijmegen–Xanten, onder Kleef "Römerstrasse" genoemd.

## Toponomie
Burginatium is afgeleid van Burgus, een massieve wachttoren, dat weer afgeleid is van het Griekse "purgos", mogelijk is het germaanse "berg" verwant.

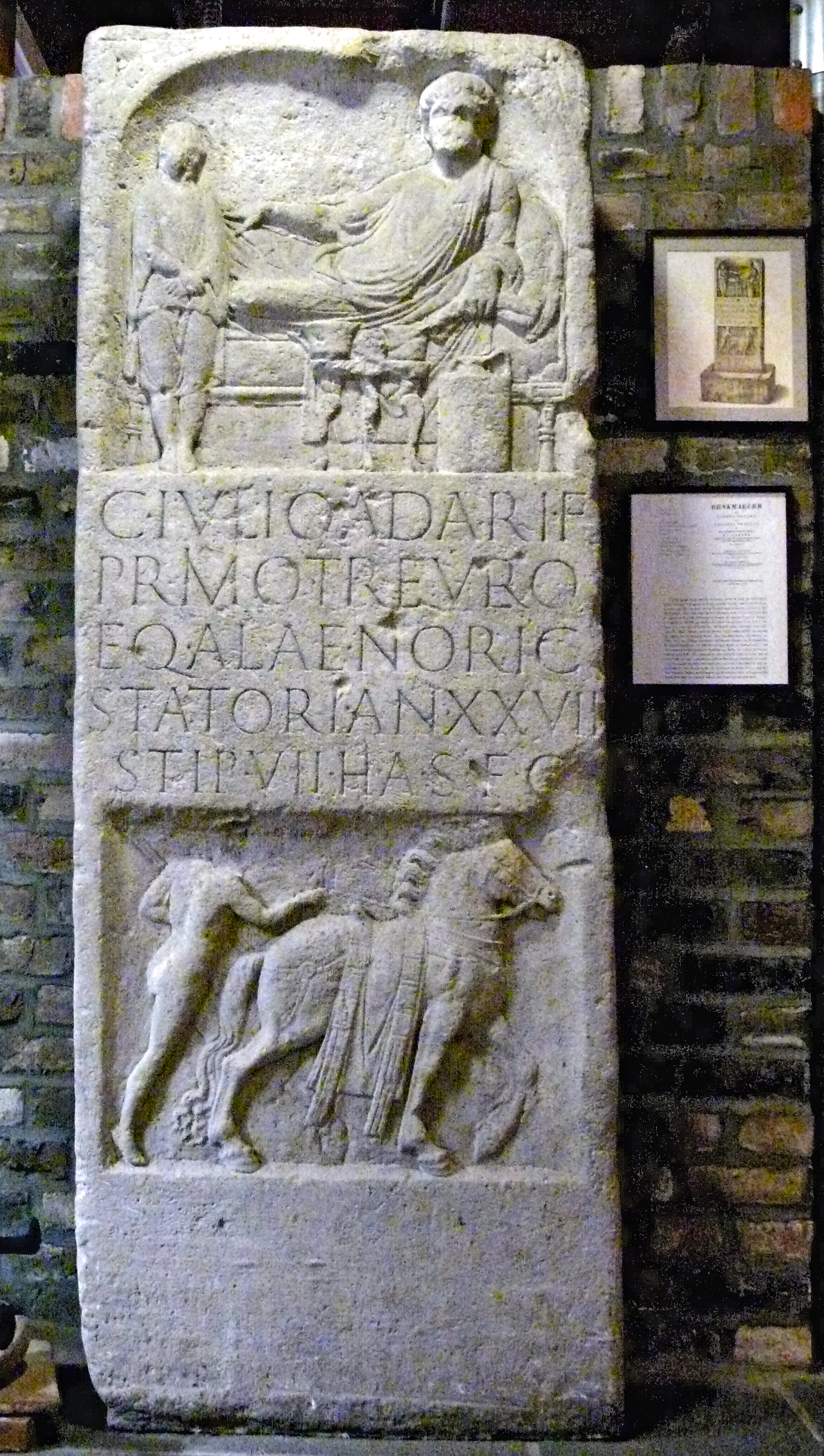
Grafsteen van Caius Iulius Primus

## Archeologische vondsten
In 1857 schreef Alfred Rein een boek over de wegen tussen Keulen en Burginatium (Kalkar-Bornsches Feld), en kan dus worden beschouwd als grondlegger van systematisch onderzoek naar de Neder-Germaanse limes.
In Burginatium is een grafsteen gevonden van de uit Trier afkomstige Caius Iulius Primus, een ruiter en ordonnans in het Ala I Noricorum(een ruitereenheid behorend tot de hulptroepen), een grafsteen van ruitersoldaat Lucius Carantius Senecio, waarschijnlijk een rauraker en een inscriptie van Iulius Quintus.
Geofysisch onderzoek heeft een fort, een burgerlijke nederzetting, begraafplaats, de limesweg en een fort als mogelijke vlootbasis aangetoond.

## Werelderfgoed
De Nederlandse en Duitse regering hebben de Neder-Germaanse limes in 2011 voorgedragen voor de kandidatenlijst voor het werelderfgoed als uitbreiding op de delen in Duitsland en Engeland. Op 9 januari 2020 is het nominatiedossier aan de UNESCO aangeboden, met daarin de meest complete en best bewaarde vindplaatsen uit de Romeinse tijd.
Op 4 juni 2021 is een positief advies uitgebracht door ICOMOS.
Genomineerd zijn meerdere militaire en civiele objecten van Burginatium:
- een tempel gewijd aan de Germaanse oorlogsgodin Vagdavercustis op de Kalkarberg, de enige tempel met epigrafisch en archeologisch bewijs.
- een cavaleriefort
- vermoedelijk een vlootbasis
- de vicus met een Mansio